# 分離不安障害
分離不安障害（ぶんりふあんしょうがい、英：Separation anxiety disorder:SAD）とは、愛着のある人物や場所から離れることに対し不安を感じることを指す心理学用語である。生後6か月から3歳までの児童には一般的にみられる兆候であり、病的なものとみなすべきではない。
アメリカ心理学会によると、精神障害とされる分離不安障害とは、一般的な発育過程でおこる分離不安より著しく過剰な不安感や苦痛があり、それが一定年齢を過ぎても継続する状態とされている。
分離不安障害は自己、および社会的に様々な障害を与える。18歳未満の児童・青年にはこれらの兆候が最低4週間持続していることを診断の要件とする。DSM-5では大人においても6か月症状が持続していれば診断が可能とされた。DSM-5では分離不安症の診断名も併記されている。
またこの分離不安障害は人間だけに限らず、ペットとして飼われている犬や猫など、比較的知能の高い動物でも起きる。

## 定義
精神医学的障害の一種である。

## 有病率
児童・青年において不安障害は5%から25%の割合で発生し、この大部分は分離不安障害であるとされる。記録によると、児童・青年で不安障害の治療を受けている者のうち50%は分離不安障害と診断されている。分離不安障害は全ての不安障害の中で最も発症年齢が早い。大人においてもおよそ7%が分離不安障害を持つ。
調査によると、全児童のうち4.1%が分離不安障害を経験するとされ、それを治療せずに放置した場合、そのうち3分の1は成人になっても症状が持続する。有病率は男性よりも女性のほうが高い。

## 鑑別診断
正常な分離不安は主に生後8か月から14か月ごろに発生する。このころは自我が発達し保護者が自己とは別な人物であることを理解し始め、快適さと親近感を感じるために保護者に執着する。その後正常に成長すれば対象の永続性（たとえ目の届く所から物が移動しても、その物は依然として存在していること）を理解する。これによって、保護者がその場からいなくなったとしても、保護者が存在し続けていることが理解できるようになる。分離不安障害であると診断を確定させられる基準は、何歳になっても一貫して愛着を持つ者からの分離に対して過剰な不安と苦痛を患者が感じており、その患者にとっての愛着の対象者が、患者が抱く不安のために患者からの干渉を受けることが原因で、愛着の対象者の行動が何らかの制約を受けた場合である。
児童の分離不安障害は他の行動障害と併発し鑑別が難しい。とりわけ全般性不安障害との併発が多い。一般的な併存疾患は、全般性不安障害、パニック障害、特定の恐怖症、強迫性障害、心的外傷後ストレス障害などである。分離不安障害では引きこもりや不登校などの諸問題が発生するが、それが分離不安障害によるものなのか、他の精神障害なのか、併発なのかを鑑別することは非常に重要である。分離不安障害と他の不安障害を鑑別する方法は恐怖の対象を特定することである。分離不安障害の恐怖は「愛着のある人物や場所から離れること」である。
青年・大人ではパーソナリティ障害との鑑別も必要になり、併発例も存在する。境界性パーソナリティ障害の場合は見捨てられ不安から特定の人物に執着するが、分離不安障害単独の場合は境界性パーソナリティ障害に特徴的なその他のおもな症状（自傷行為や自殺の脅し、二極思考、依存対象への脱価値化、気分の急速な変化など）は目立たない。依存性パーソナリティ障害は自らの世話をしてもらいたいという欲求から人物に執着するが、依存対象がいなくなった場合ほかに依存できる人物はいないか探す。分離不安障害は特定の人物に執着する。
分離不安障害では愛着を持つ物や人から離れないためにさまざまな行動をとる。典型的には離れることを激しく泣いて拒否する、腹痛や頭痛などの身体症状を訴える、外にいる人物を何度も呼び戻そうとするなどである。

## 診断基準
DSM-5では診断基準Aのうち3項目以上を満たしていることを条件とする。
診断基準Bは恐怖・不安・回避が子どもや青年は4週間以上、大人は6か月以上持続していることを要求している。
診断基準Cは臨床的に意味のある苦痛、または、社会的、学業的、職業的、または他の重要な領域における機能の障害を引き起こしている。
診断基準Dは他の精神疾患ではうまく説明できないことを要求している。

## 治療
治療は心理療法を第一選択とし、薬物療法は心理療法が失敗するか不十分な場合に適用する。

### 心理療法
分離不安障害では不安への曝露を中心とした行動療法、認知行動療法が検討される。
また、遊戯療法が功を奏した事例もある。
治療の基本は、子どもが養育者にアタッチメント行動を自由にとることができ、養育者との間で安心感が育まれていくように援助することである。多くの場合、養育者は子どもを受け止めることができる心的状態にないため、家族への介入が重要となる。

### 薬物療法
薬物療法は心理療法が功を奏さなかったか不十分な場合行われる。分離不安障害の適応が認定されている薬物は2016年現在存在しない。ただしアメリカ食品医薬品局（FDA）によると大人用の向精神薬が頻繁に使用され、児童・青年の分離不安障害に功を奏しているとされる。
三環系抗うつ薬のうちイミプラミン（トフラニール、イミドール）とクロミプラミン（アナフラニール）が効果があり、このうちイミプラミンは学校恐怖症を持つ子どもに有用であることが示唆された。一方でほかの研究ではこれらの薬物は偽薬と有意な差がないとも言われている。
薬物療法の第一選択はSSRIである。いくつかの調査ではフルボキサミン（ルボックス、デプロメール）を処方された患者は偽薬より良好な経過をたどったという。